# Эвритания
Эврита́ния (греч. Ευρυτανία) — ном в Греции, в Центральной Греции. Один из самых слабозаселенных номов Греции. Известен своими горнолыжными курортами. Столица — Карпенисион.

## Природа
Эвритания почти полностью находится в горной местности Пинд — ном известен своими горнолыжными курортами, которые находятся вблизи Карпенисиона в горах Тимфристос. Территорию нома пересекают реки бассейна Ионического моря: на западе, по границе нома, — река Ахелоос и её притоки — Аграфиотис и Мегдова.
В климате сочетаются признаки средиземноморского и гористого. Зима снежная, лето теплое.
Через ном проходит автомагистраль GR-38, соединяющая города Агринион и Ламия через Карпенисион. Дорога проходит большим арочным мостом над водохранилищем Кремасто на реке Ахелоос. В 2004 год на юге нома был построен тоннель Тимфристос через одноименные горы длиной 1,4 км.

## История
Эвритания была заселена в период с 6000 по 5000 годы до н. э. Первыми поселенцами были евританы (греч. Ευρυτάνες). Затем область была захвачена римлянами и стала частью Римской, а после распада последней — частью Византийской империи. В XII—XV вв. Эвритания находится в составе деспотата Эпир, позже — Османской империи. В отличие от других частей Греции, где турецкое управление было достаточно жесткое, округ Аграфа смог подтвердить свою автономию. Спустя 400 лет иноземного господства и после греческой освободительной войны, Эвритания стала частью Греции. Область была сельской и очень бедной, весьма негативно повлияли также Вторая Мировая и гражданская войны. 
В 1947 году Эвритания стала отдельным номом, отделившись от нома Этолии и Акарнании. С конца 1940-х годов экономика начинает расти, крестьяне переезжают в города. Было проведено электричество, радио. В 1950-х годах по Эвритании пролегла автомагистраль GR-38, которая дала возможность туристам приезжать сюда на горнолыжные курорты. В начале 1990-х годов в области появился Интернет.

## Муниципалитеты
Ном делится на 11 муниципалитетов (с центрами):

Муниципалитеты Эвритании

| Муниципалитет | YPES код | Местные власти (если отличается) | Почтовый код |
| ------------- | -------- | -------------------------------- | ------------ |
| Аграфа        | 1501     |                                  | 360 73       |
| Аперантия     | 1502     | Граница                          | 360 72       |
| Аспропотамос  | 1503     | Раптопуло                        | 360 70       |
| Домница       | 1505     | Крикелло                         | 360 76       |
| Фурна         | 1510     |                                  | 360 80       |
| Франгиста     | 1511     | Дитики-Франгиста                 | 360 71       |
| Карпенисион   | 1506     |                                  | 361 00       |
| Ктимения      | 1507     | Ая-Триада                        | 360 80       |
| Потамия       | 1508     | Мегало-Хорио                     | 360 75       |
| Прусос        | 1509     |                                  | 360 74       |
| Виниани       | 1504     | Керасохори                       | 360 71       |